# استان بنگو
استان بنگو (به لاتین: Bengo Province) یکی از استان‌های کشور آنگولا است.

## خصوصیات
استان بنگو ۳۱٬۳۷۱ کیلومترمربع مساحت و ۳۵۱٬۵۷۹ نفر جمعیت دارد.